# مصیب امیرف
مصیب امیرف (ترکی آذربایجانی: Müseyib Arif oğlu Əmirov; ۲۴ دسامبر ۱۹۶۳ –) نقاش و خادم هنر افتخاری جمهوری آذربایجان است.

## زندگی‌نامه
مصیب امیرف در سال ۱۹۶۳ در شهر باکو چشم به جهان گشود. وی دانش‌آموخته مدرسه هنری عظیم عظیم‌زاده آذربایجان در سال ۱۹۷۹ و نیز دانشگاه دولتی فرهنگ و هنر آذربایجان در سال ۱۹۸۷ می‌باشد. از سال ۱۹۶۶ در اتحادیه نقاشان جمهوری آذربایجان عضویت دارد. وی همچنین برای مدتی کلاس‌های نقاشی تجربی در آکادمی هنر آذربایجان برگزار کرده‌است.
مصیب امیرف نوه مصیب شهبازف، وزیر آموزش و پرورش آذربایجان شوروی سابق، است.

## فعالیت هنری
مصیب امیرف در کنار پروژه‌های بین‌المللی متعددی، در نمایشگاه‌هایی در پاریس، واشینگتن و لوکزامبورگ نیز حضور یافته‌است. وی تعداد کثیری نمایشگاه انفرادی ترتیب داده‌است. از مجموع آن‌ها می‌توان به نمایشگاه‌های تشکیل شده در «مکان هنرهای معاصر یارات» در سال ۲۰۱۴، در موزه هنرهای مدرن باکو در سال ۲۰۱۵ و در مسکو در سال ۲۰۱۹ اشاره کرد.
آثار وی در بسیاری از موزه‌ها، گالری‌ها و کلکسیون‌های شخصی در جمهوری آذربایجان، روسیه، ایالات متحده آمریکا، سوئد، فرانسه، آلمان، لیتوانی، بریتانیا، ترکیه، ایتالیا، دانمارک و نروژ نگهداری می‌شود.

## جایزه‌ها
- خادم هنر افتخاری جمهوری آذربایجان: ۲۹ دسامبر ۲۰۰۶[۸]